# Chamaepetes unicolor
Chamaepetes unicolor là một loài chim trong họ Cracidae.

## Hình ảnh

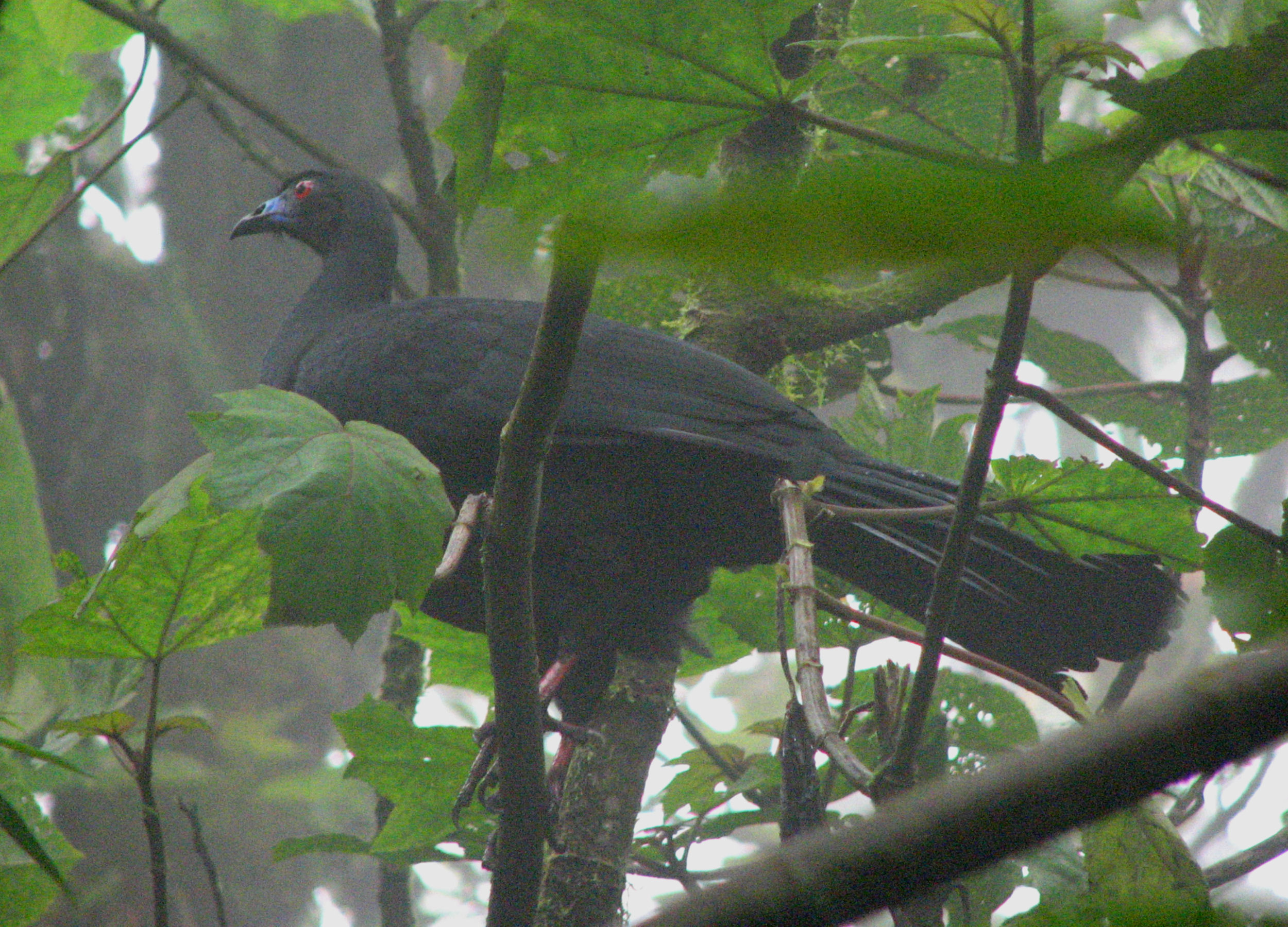
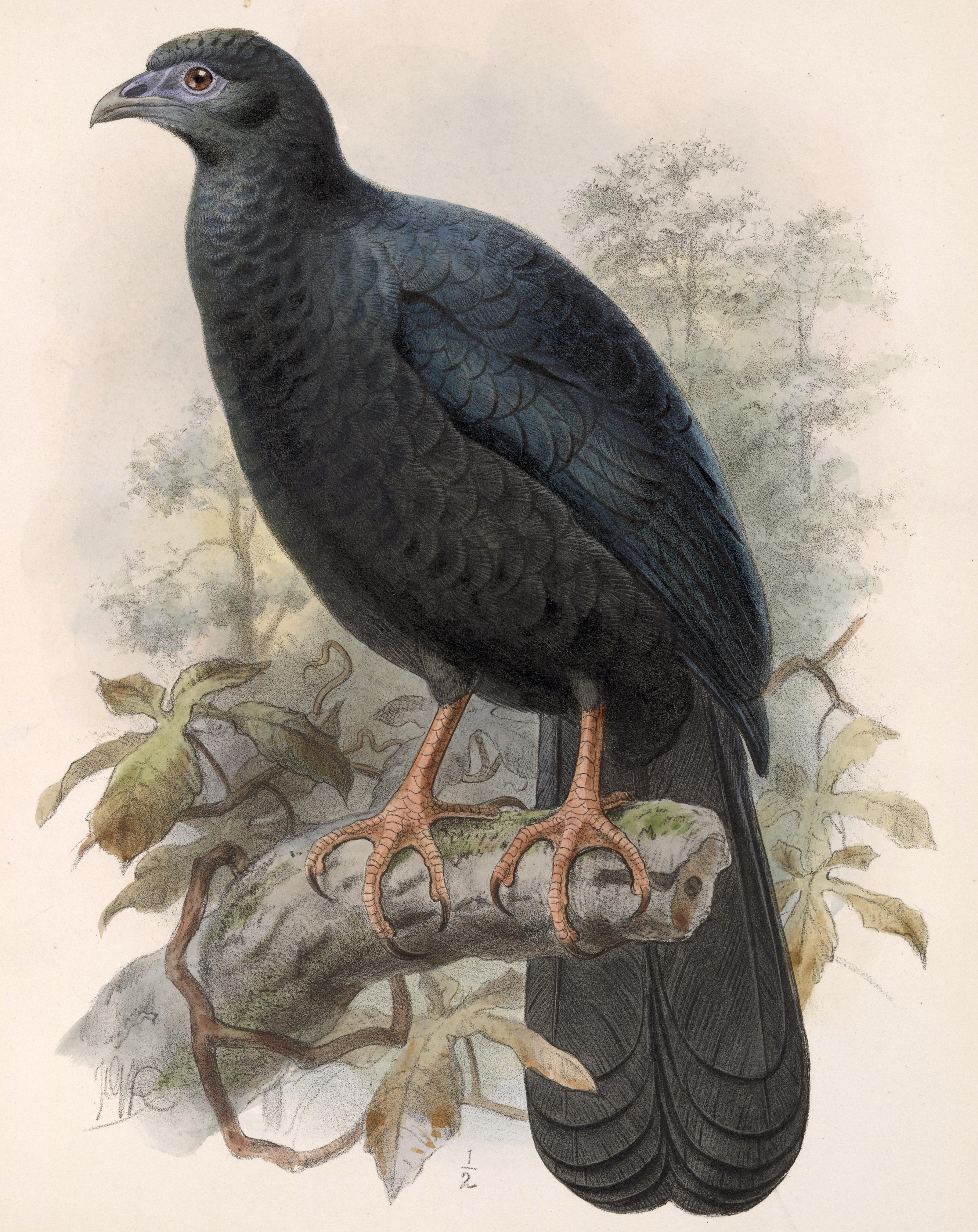
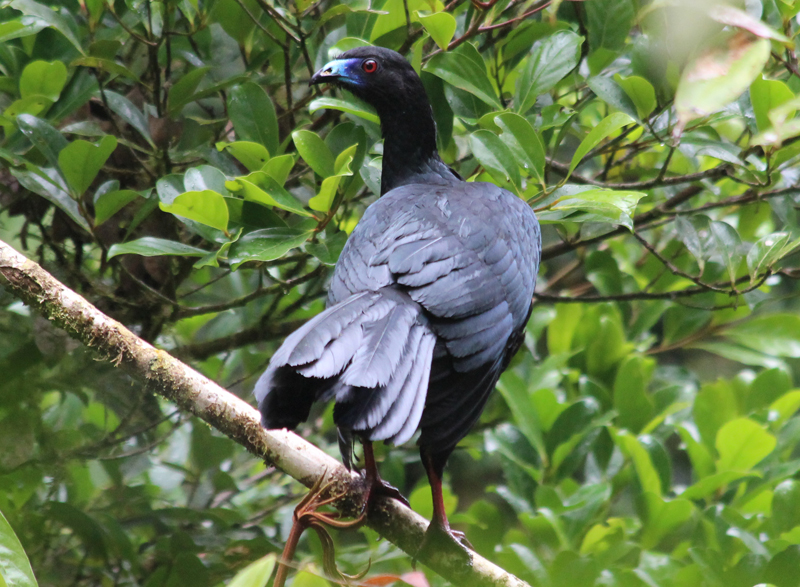
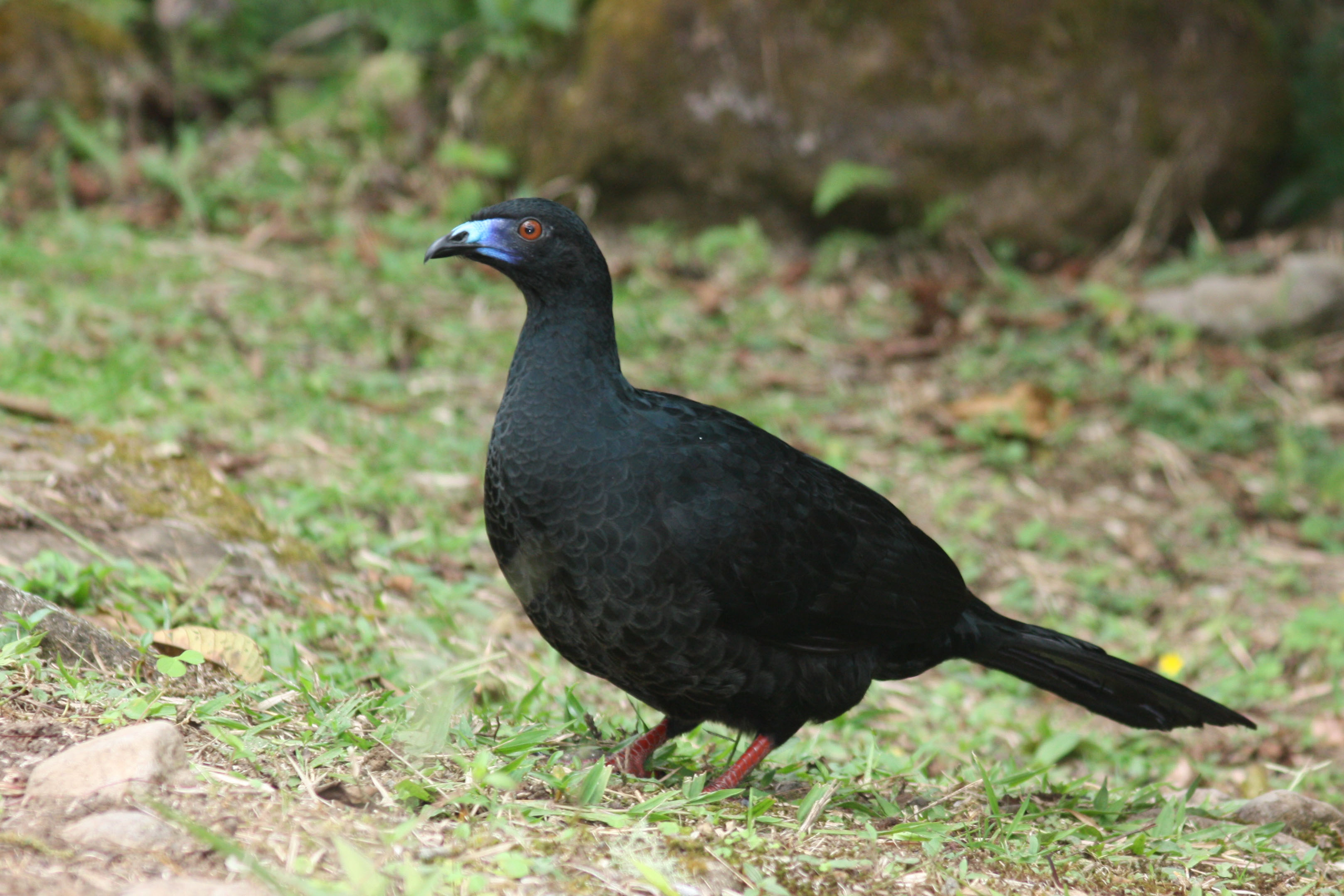